# Szent Kereszt-templom (Sveti Križ Začretje)
A Szent Kereszt-templom egy római katolikus plébániatemplom Horvátországban a Krapina-Zagorje megyei Sveti Križ Začretje település központjában.

## Fekvése
A templom Sveti Križ Začretje központjában, a Jelena horvát királyné tér (Trg hrvatske kraljice Jelene) nyugati végében áll.

## Története
A plébánia alapításáról nem áll rendelkezésünkre pontos adat, de 1334-ben a zágrábi káptalan statutumában már említik a Nuzlin fia Péter birtokán álló Szent Kereszt templomot, melyet már jóval korábban építettek. A helyiek szerint a plébániatemplom a 12. vagy a 13. századból ered.
Az 1665-ös egyházlátogatás iratai erről a templomról azt mondják, hogy a templom falazott, de a szentély romos, az egészet famennyezet borítja, és öt oltára van. A templomnak 3 aranyozott és 5 ezüst kehlye, 1 ezüst keresztje és 1 törött monstranciája volt, és csodálatos módon sok miseruhája volt.  1676-ban a templomot már megjavították, a szentélyt pedig oszlopokkal támogatták meg. A szentély melletti sekrestye nagyon nedves volt. A homlokzat elé két haranggal ellátott fatornyot emeltek, egy kisebb toronyban pedig egy harmadik harangot helyeztek el. 1705-ben Đuro Plemić protonotárius új Szent Kereszt oltárt adományozott a templomnak. 1708-ban megépült az új (mai) sekrestye, majd a Szent József-kápolna. A templomban ekkor már 7 oltár és 13 sír volt, amelyekbe a Bedeković, Puhakovečki, Zabočki, Mirkovečki és Keglević nemesi családok tagjait temették el. 
1729-ben már a Mária-kápolnát is megemlítik. Az új harangtornyot 1734 és 1738 között építette Tauszy plébános, aki Tauszy zágrábi püspök testvére volt. A templomot 1778-ban jelentősen átépítették. A régi szentélyben új kórust építettek és ott nyitották meg az új főbejáratot, míg a főoltárt áthelyezték a templom másik oldalára, ahol az előző bejáratot befalazták. A sekrestyét a déli oldalra helyezték és a homlokzatot „olasz módon” alakították át. A templomot egykor magas famennyezet borította, mely a mai boltozatnál magasabb volt, úgyhogy a festett falak mai is látszanak a boltozat felett. Először a szentélyt boltozták be, később a hajó is alacsony kupolát kapott. A hajót az egykori szentélytől elválasztó falon megmaradtak a festés maradványai.

## Leírása
A Szent Kereszt templom lényegében máig megmaradt abban az állapotában, ahogy az 1778-as egyházlátogatás leírja. Az eredeti gótikus épület azonban idővel annyira megváltozott, hogy a gótika még nyomokban is alig észrevehető. Az egyik ilyen hely a harangtorony és a homlokzati fal közötti sarok, ahol még kilátszik a gótikus tartóoszlop maradványa. Egy másik ilyen tartóoszlop ott látható, ahol a volt szentély jobb oldali falától a hajó fala elválik. A templom eleinte keletelt volt, de 1778-ban a bejáratot a korábbi szentély helyére tették át, valószínűleg azért, mert az újonnan épített út itt kanyarodott az épület elé. A templom körül volt egy elkerített temető, ez a hely ma is el van kerítve. 

A templom belseje sem árul el semmit arról, hogy valaha gótikus volt. A hajó boltozata alacsony kupolákból áll. A hajó bal és jobb oldalhoz egy-egy kápolna épült, amelyek nem sikerültek egyformára, noha nyilvánvalóan ez volt az eredeti elképzelés. E kápolnák oltáraiból említést érdemel a jobb oldali kápolna oltár, amelyen a sírban fekvő Jézus látható, amely nyilvánvalóan egy késő gótikus fafaragásos munka a 15. századból és nagyon közel áll a remetineci plébániatemplom főoltárának közepén álló alakokhoz. Sajnálatos módon ebben az oltárban nagy károkat okoztak féregjáratok. A két szomszédos oltár már a hajóban található, mindkettő barokk és kevés értéket képvisel. A főoltárnak csak a tabernákuluma van a menzán, hátul pedig egy klasszicista építészeti keretben a keresztre feszített Jézus képe található. A liturgikus tárgyak közül különösen említésre méltó egy értékes szép kehely a 17. századból, amelynek felirata az adományozók nevét és évét tartalmazza. 14 regiszteres, két manuálos orgonáját 1894-ben Heferer műhelyében építették, 1997-ben restaurálták.